# De Moker (hoorspel)
De Moker is een hoorspel van Jeroen Stout over het wel en wee van Amsterdamse penoze op de Wallen in de jaren zeventig. Het hoorspel bestaat uit 70 delen van ongeveer vijftien minuten. Het is geschreven door René Appel, Henk Apotheker, Gerben Hellinga, Paul Jan Nelissen en Jeroen Stout. De regie was in handen van Jeroen Stout en Marlies Cordia, en het hoorspel werd geproduceerd door Palentino media. De eerste aflevering werd op 19 januari 2010 uitgezonden op Radio 1 door de NTR en was elke werkdag te beluisteren omstreeks 00.45 uur.

## Inhoud
Harrie ‘De Moker’ Pruis is de eigenaar van de striptent Pigalle op de Wallen in Amsterdam. Daarnaast verhuurt hij ramen, realiseert de eerste peepshow op de Wallen, en droomt hij van een groot gokpaleis. Harrie is typisch oude penoze; problemen lost hij op met de vuist - vandaar zijn bijnaam 'De Moker' - en zijn motto is "Ik doe geen drugs!" Zijn vrouw Greet heeft op de Wallen café 'Het Uitzicht'. Hun oudste zoon Sjon is voorbestemd om Harrie later op te volgen. Sjon heeft een kind, Marco, uit een niet altijd goed lopende relatie met Netty. Freddie Pruis is de andere zoon van Harrie en Greet. Hij studeert aan de universiteit en wordt daarom 'de professor' genoemd. Maar Freddie is drukker met de kraakbeweging, dan met zijn studie.
Die kraakbeweging, met Freddie als medeoprichter, is druk met hun idealen. Zo kraken ze panden, organiseren ze zich meer en meer en maken we muziek.
De Rotterdammer Aad Bosman – 'Rotjeknor' – is penoze die nieuw is in Amsterdam. Hij wil graag groot worden in de handel in drugs, het liefst samen met Harrie. En als krakers dat spul kopen dan is hem dat wel best: "Die lui mogen dan wel stinken, maar hun geld niet!" Aad runt een boksschool samen met zijn rechterhand 'Rooie' Peter van Stralen. Boven de boksschool runt Aad een illegale pokertent. Ook is Aad eigenaar van panden.
Cor is agent en goed bevriend met Harrie Pruis. Cor lost voor Harrie problemen op in ruil voor sigaren. De nieuwe partner van Cor, Evert, is een 'groentje' uit Nergenshuizen. Evert werkt liever volgens het boekje, en dat leidt tot de nodige spanningen tussen Cor en hem.
De krakers, Harrie, Aad en de politie zitten in elkaars vaarwater.

## Rolbezetting
De belangrijkste rollen:

### Familie Pruis
- Harrie 'de Moker' Pruis – Jack Wouterse
- Greet Pruis – Nelly Frijda
- Sjon Pruis – Micha Hulshof
- Freddie Pruis – Daniël Boissevain

### Kraakbeweging
- Suzan – Hadewych Minis
- Bor – Sanne den Hartogh
- Stefan – Sieger Sloot

### Aad en zijn gevolg
- Aad Bosman – Martin van Waardenberg
- Peter van Stralen – Cees Geel

### Politie
- Cor – Fred Goessens
- Evert – Harm van Geel

Verder werkten mee: Jenny Arean, Jim Berghout, Kees Boot, Chip Bray, Hajo Bruins, Raymond Campfens, Thijs Feenstra, Bob Fosko, Matteo van der Grijn, Marcel Hensema, Alexander van Heteren, René van 't Hof, Dick Hauser, Katja Herbers, Ton Kas, Ad van Kempen, Michiel Kerbosch, Frank Lammers, Hans Mantel, Marcel Musters, Gijs Naber, Henk Poort, Robert van der Ree, Mark Rietman, Harry van Rijthoven, Lee Ross, Jaap Spijkers, Hylke van Sprundel, Raymond Thiry, Dick van den Toorn, Georgina Verbaan, Maarten Wansink, Eva van Wijdeven, Margje Wittermans en Manoushka Zeegelaar-Breeveld.

## Varia
- De tune van De Moker is speciaal voor het hoorspel geschreven door Hans Jansen. Deze heeft daarvoor een gelegenheidsband samengesteld bestaande uit hemzelf (piano en orgel), Henk Jonkers (drums), Geert de Groot (bas) en Frank Gerritsen (gitaar).
- Donald de Marcas vond als 'traditionele' hoorspelauteur De Moker helemaal niets. Hij sprak daarover tijdens Tijd voor MAX. Hij meende een medestander te vinden in Marlies Cordia, niet wetende dat zij een van de trotse makers van De Moker is.[1]